# 法特赫-阿里沙阿
法特赫-阿里沙·卡扎爾（波斯語：فتح على شاه قاجار；1772年9月25日—1834年10月23日）是伊朗卡扎爾王朝第二位君王，自1797年6月17日開始其統治直至1834年逝世。

## 早年
法特赫-阿里是沙阿阿迦·穆罕默德·汗的親兄弟侯賽因·戈利汗·卡扎爾的兒子。沙阿在1797年遇刺身亡的時候，他是法爾斯的總督。他的真名是巴巴汗，但在加冕為王時以法特赫-阿里沙為名。法特赫-阿里沙阿猜忌大臣哈吉·易卜拉欣汗·卡蘭塔爾而將他處死，卡蘭塔爾為桑德王朝和卡扎爾王朝的統治者擔任大臣已超過15年。
法特赫-阿里沙阿統治時期見證了波斯藝術和繪畫的復興，宮廷文化及禮儀精細且森嚴。在法特赫-阿里沙阿的支持下，肖像畫及大型油繪的盛行程度達到顛峰，以往的伊斯蘭王朝都不能與之相提並論。
法特赫-阿里沙阿又創造了一些王權標誌，如孔雀寶座和瑙代里寶座（Naderi Throne），後世君主也有採用這些標誌。基亞尼王冠（Kiani Crown）則是由他的叔伯阿迦·穆罕默德·汗創造的，與其他王權標誌一樣鑲滿珍珠和寶石。

## 俄波戰爭

### 俄波戰爭（1804年－1813年）
在沙阿法特赫-阿里統治早期，俄羅斯帝國控制了波斯聲稱所有的格魯吉亞，什葉派教士向法特赫-阿里施壓，主張向俄羅斯發動戰爭，於是他在1804年入侵格魯吉亞。波斯人在戰爭初期取得了優勢，但隨著俄羅斯向戰場投入先進的武器和大炮，使沒有配備大炮、裝備較差的卡扎爾王朝軍隊處於不利形勢。在法國拿破崙崛起後，英國與卡扎爾王朝簽訂了軍事協議。波斯據此協議向英國求援，英國認為該協議是針對法國的威脅，而不是俄羅斯，因此拒絕應援。

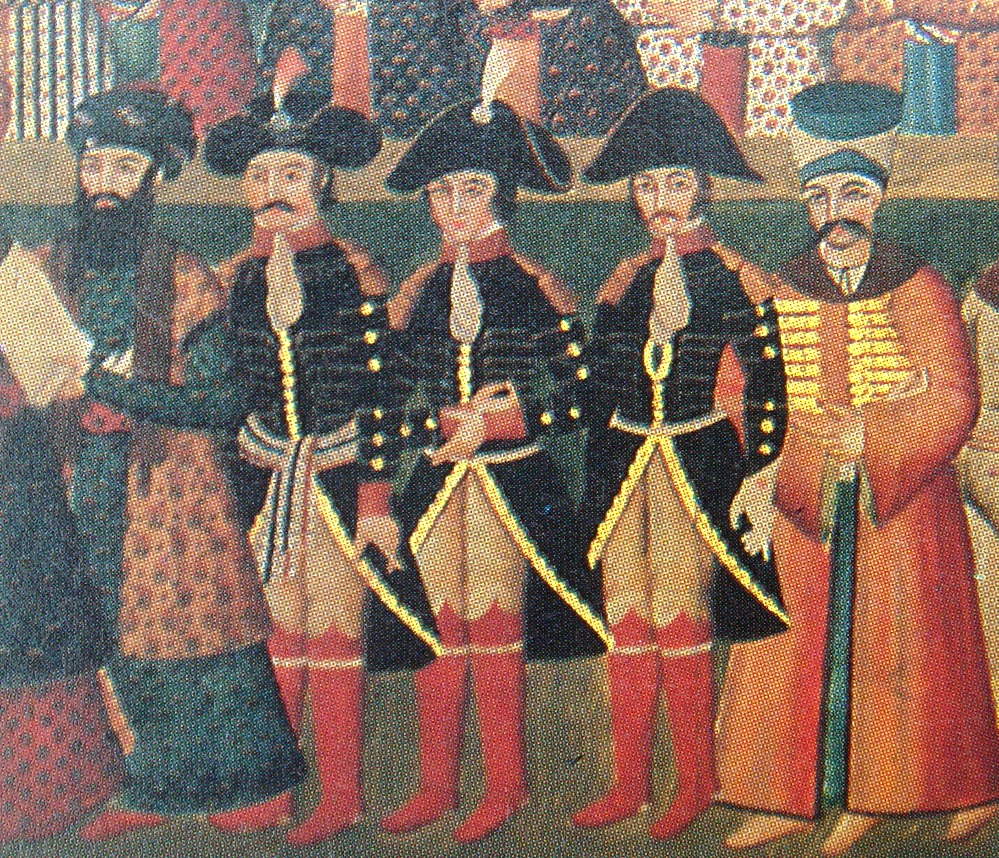
1808年，法國外交官克勞德·馬蒂厄與同僚若貝爾及若阿南在法特赫-阿里沙阿的波斯宮廷。

波斯轉而向法國求援，派遣使節與拿破崙一世締結法波同盟，簽訂《芬肯施泰因條約》（Treaty of Finkenstein）。正當法國準備馳援之際，拿破崙一世卻與俄羅斯議和。與此同時，英國少將約翰·馬爾科姆（John Malcolm）抵達波斯，承諾會給予援助，但英國其後改變主意，建議波斯撤軍。俄軍於1813年入侵大不里士，波斯被迫與俄羅斯簽訂《古利斯坦條約》。

### 古利斯坦條約
隨著波斯的接連失敗及連科蘭在1813年1月1日陷落，沙阿法特赫-阿里被迫簽訂古利斯坦條約。條約內容由英國外交官戈雷·烏斯利（Gore Ouseley）草擬，由俄國代表尼古拉·費奧多羅維奇·爾蒂切夫及波斯代表哈吉·米爾扎·阿布·哈桑汗在1813年10月24日於古利斯坦簽字作實。
根據條約，黑海沿岸的所有格魯吉亞城鎮村莊歸俄國所有，而南高加索蒙古汗國及塔利什汗國部分地區的所有城鎮，包括薩梅格雷洛（Samegrelo）、阿布哈茲、伊梅雷蒂、古里亞、巴庫、希爾萬、傑爾賓特、卡拉巴赫、占賈、舍基及庫巴都被劃入俄國邊界內。俄國則保證會支持阿巴斯·米爾札作為法特赫-阿里沙阿的王位繼承人。

### 俄波戰爭（1826年－1828年）

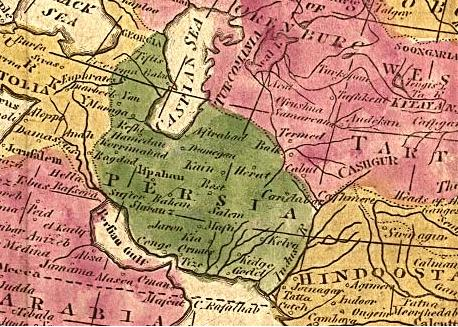
英國地圖顯示1808年的波斯，即是在1813年敗予俄國及簽訂古利斯坦條約及1857年巴黎條約割讓赫拉特予英國之前。

在古利斯坦條約簽訂13年後的1826年，沙阿遵從英國的建議佔領之前失去的領土。1828年7月16日，阿巴斯·米爾札率領35,000人入侵塔利什汗國和卡拉巴赫汗國。這些汗國的統治者紛紛易幟，連科蘭、庫巴及巴庫都落入波斯人手中。1827年5月，俄國的高加索總督伊萬·帕斯克維奇入侵埃奇米阿津、納希契凡及阿巴沙巴德（Abbasabad），10月1日進軍葉里溫。14天後，俄國將軍葉里斯托夫進駐大不里士。1828年1月，俄國人已抵達爾米亞湖沿岸，阿巴斯·米爾札在1828年2月10日簽訂土庫曼恰伊條約。

### 土庫曼恰伊條約
土庫曼恰伊條約由俄國代表伊萬·帕斯克維奇和波斯代表哈吉·米爾扎·阿布·哈桑汗簽訂。根據條約，葉里溫汗國、納希切萬汗國、塔利什汗國、奧爾杜巴德及穆甘成為俄羅斯帝國的控制範圍之內。波斯須向俄羅斯繳納黃金，以換取俄國重申支持阿巴斯·米爾札作為沙阿法特赫-阿里的王位繼承人。條約又列明身處波斯的亞美尼亞人會在高加索定居，並立即釋放自1795年生活在波斯的亞美尼亞俘虜。

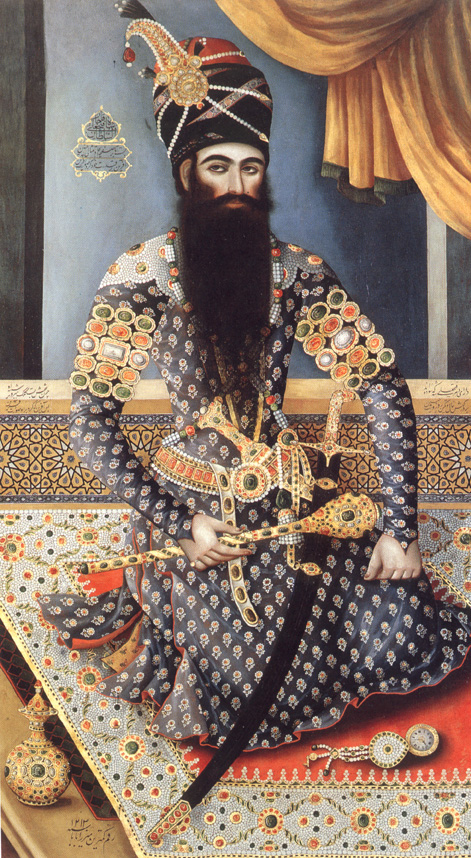
1798年描繪法特赫-阿里沙阿的油畫。

## 晚年
受到菲爾多西的《列王紀》啟發，法特赫-阿里沙阿請來了作家和畫家為他寫作一部關於俄波戰爭的著作。《列王紀》被認為是卡扎爾王朝時期波斯最重要的著作。
1829年，俄國外交官和劇作家亞歷山大·格里博耶多夫在德黑蘭俄羅斯大使館被殺害。為表歉意，沙阿將王冠上最大的鑽石之一沙阿鑽石送給沙皇尼古拉一世。

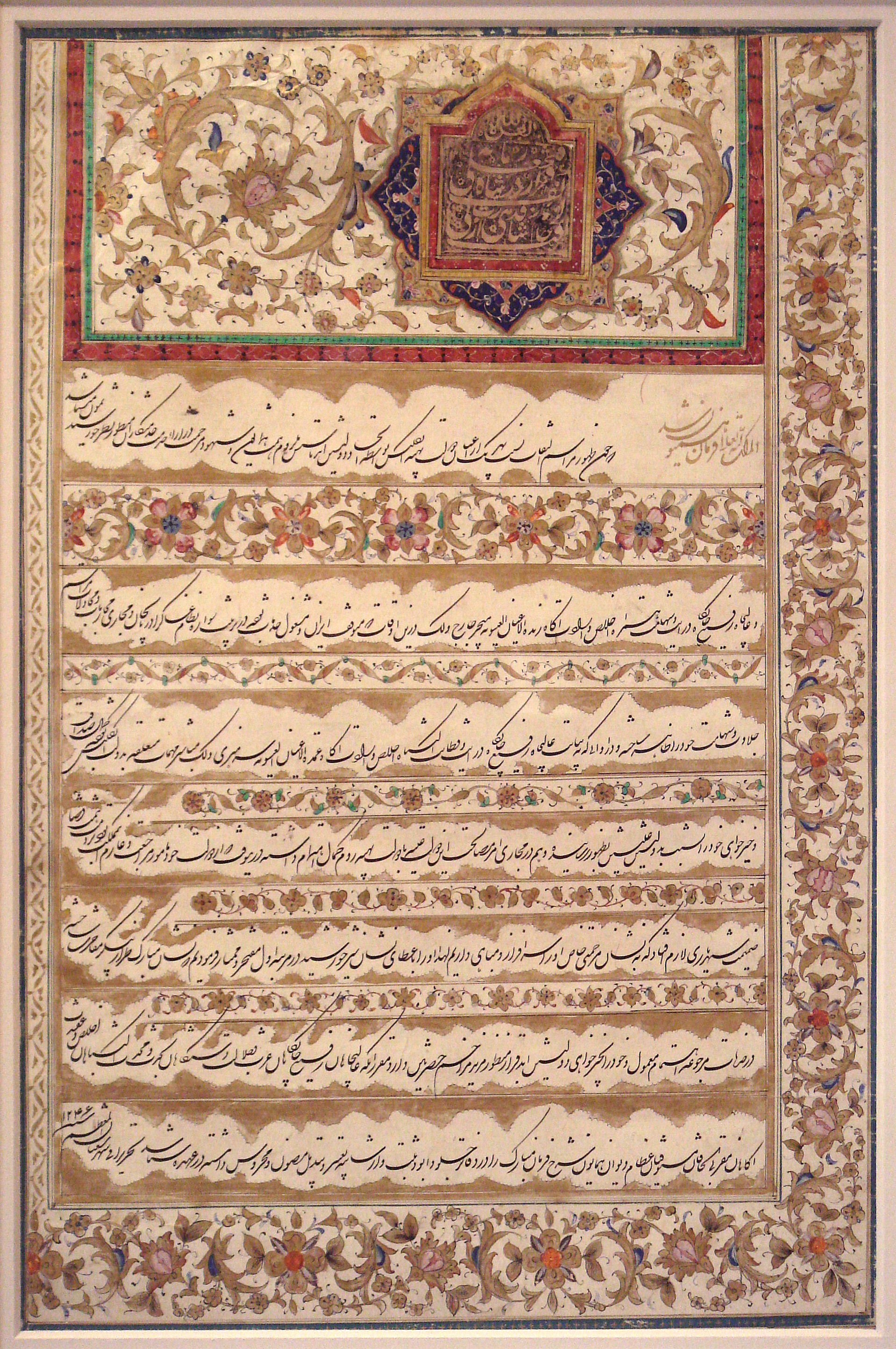
法特赫-阿里沙阿在1831年1月使用希卡斯達納斯塔利克字體所寫的費明（詔書）。

1833年10月25日，法特赫-阿里沙阿所寵愛的兒子和儲君阿巴斯·米爾札逝世，於是立孫兒穆罕默德·米爾扎為儲君。1834年10月23日，法特赫-阿里沙阿逝世。
法特赫-阿里沙阿在已發現的25幅油畫裡可被辨認，其深黑色的鬍子長達窄腰之下。
除了讚頌性質的年歷之外，法特赫-阿里沙阿的性格可從英國、法國及俄國的外交官描述中可窺一二。他們對法特赫-阿里沙阿的描述甚為多樣，在其早期統治時，這些外交官描述他精力充沛、有男子氣慨及聰敏，後來則指他極之慵懶貪婪。

## 後裔
法特赫-阿里沙阿的長子道拉特沙較阿巴斯·米爾札早七個月出生，但由於母親不是出自卡扎爾王朝家族，因此他沒有資格成為儲君。

## 註腳
1. ↑  Sicker 2001，第88頁
2. ↑  Chisholm 1911，第238頁
3. ↑  Amanat 1997，第161頁
4. ↑  Lukonin, Ivanov & Ėrmitazh 1996，第51頁
5. ↑  Eimen 2006，第27頁
6. ↑  Burke & Elliot 2008，第106頁
7. ↑  Hughes 1972，第212頁
8. ↑  Atkin 1980，第63頁
9. ↑  Daniel 2001，第102頁
10. ↑  Farmanfarmaian 2008，第33頁
11. ↑  Amanat 1997，第21頁
12. ↑  （俄文）. hrono.ru.   [2011-12-06]. （原始内容存档于2020-07-23）.
13. ↑  Baddeley 1908，第90頁
14. ↑  Mikaberidze 2011，第765頁
15. ↑  Holding 2011，第102頁
16. ↑  Bosworth 2007，第495頁
17. ↑  Zonn et al. 2010，第409頁
18. ↑  （俄文）. hist.msu.ru.   [2011-12-06]. （原始内容存档于2020-11-01）.
19. ↑  Isgenderli 2011，第36頁
20. ↑  Curtis 1993，第29頁
21. ↑  Erlich & Hausel 2002，第68頁
22. ↑  Daniel 2001，第105頁
23. ↑  Werner 2000，第60頁
24. ↑  Lambton & Lewis 1978，第447頁
25. ↑  Raby 1999，第88頁
26. ↑  Lorimer 1970，第1866頁

## 外部連結
- （英文）法特赫-阿里沙·卡扎爾肖像 （页面存档备份，存于）
- （英文）法特赫-阿里沙·卡扎爾子裔列表 （页面存档备份，存于）
- （英文）法特赫-阿里沙·卡扎爾站立肖像（1809年－1810年）[永久]－埃爾米塔日博物館
- （英文）法特赫-阿里沙·卡扎爾就座肖像（1813年－1814年）[永久]－埃爾米塔日博物館
- （英文）卡扎尔王朝的世系 （页面存档备份，存于）
- （英文）法特赫-阿里沙·卡扎爾所作的詩詞 （页面存档备份，存于）－收藏在溫莎城堡皇家圖書館

| 法特赫-阿里沙阿 卡扎爾王朝出生于：1772年9月25日逝世於：1834年10月23日 | 法特赫-阿里沙阿 卡扎爾王朝出生于：1772年9月25日逝世於：1834年10月23日 | 法特赫-阿里沙阿 卡扎爾王朝出生于：1772年9月25日逝世於：1834年10月23日 |
| 統治者頭銜                                                            | 統治者頭銜                                                            | 統治者頭銜                                                            |
| --------------------------------------------------------------------- | --------------------------------------------------------------------- | --------------------------------------------------------------------- |
| 前任者： 阿迦·穆罕默德汗                                              | 波斯沙阿 1797年－1834年                                               | 繼任者： 穆罕默德沙阿                                                 |